# Jean-Claude Margueron
Jean-Claude Margueron   (Madrid, 25 d'octubre de 1934 - 15è districte de París, 6 d'abril de 2023) era un professor i arqueòleg francès, especialitzat en arqueologia de l'antic Orient Mitjà.
De jove va estudiar al Lycée Louis-le-Grand i a l'École Alsacienne de París, i va graduar-se en història l'any 1961. Posteriorment, va doctorar-se amb un treball sobre els palaus mesopotàmics l'any 1978. Des d'aleshores, va ser professor a l'École pratique des hautes études i va fer recerques arqueològiques a larsa, Emar, Ugarit i Mari, totes elles ciutats estat mesopotàmiques.